# Catalina de Eça
Catalina de Eça o Catarina d'Eça o mal escrito como Catalina Deza y menos conocida como Catalina de Portugal y Dávalos (Villa de Eza, Corona de Castilla, ca. 1437 – Lorvão, 1521) era una noble luso-castellana de estirpe real que hacia 1450 fue amante de un señor feudal portugués y le concibió seis hijos, posteriormente se hizo monja de la Orden del Císter hacia 1460 cuando todavía no estaban reguladas las normas para serlo, y luego pasó a ser abadesa perpetua del convento de Lorvão desde 1472 hasta su deceso. Era hija de Fernando de Portugal, señor de Eza hacia 1404, nieta del infante Juan de Portugal, I duque de Valencia de Campos desde 1387, y bisnieta del rey lusitano Pedro I.

## Biografía

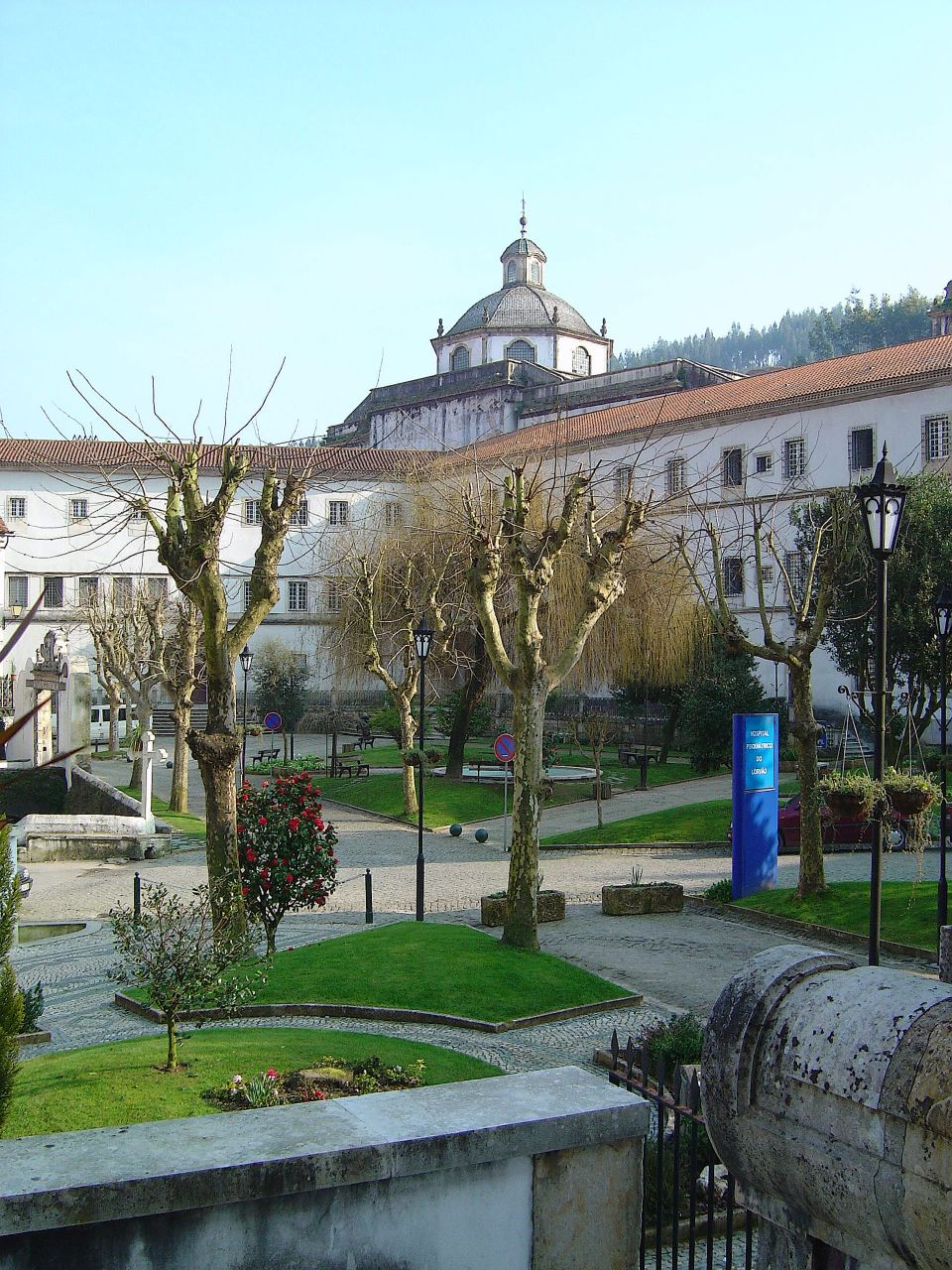
Convento de Lorvão de la Orden del Císter o de San Bernardo.

### Origen familiar y primeros años
Catalina de Eça había nacido hacia 1437 muy probablemente en la villa de Eza, ubicada en la comarca del Deza del reino de Galicia, el cual conformaba a la Corona de Castilla. Era hija de Fernando de Portugal, señor de Eza hacia 1404, y de su tercera esposa Isabel de Ávalos, de quienes tuvo seis hermanos enteros y la madre ya viuda testó en el año 1480. Además tuvo unos 35 medio hermanos paternos, de los cuales solo diez fueron documentados e inclusive cuáles de ellos eran hermanos enteros pero no así de quiénes nacieron ni en qué orden.
Sus abuelos paternos eran el infante Juan de Portugal, I duque de Valencia de Campos desde 1387, I señor de Valencia de Campos desde 1381, II señor de Alba de Tormes desde 1385 y único señor de Manzanares el Real de su linaje desde 1381 hasta 1383, y su cónyuge y pariente lejana la infanzona María Téllez de Meneses (f. Coímbra, 1379).
Era nieta materna de Pedro López Dávalos (n. ca. 1387) y de su esposa María de Orozco, señora de Tamajón y Manzaneque.
Sus bisabuelos maternos eran Ruy López Dávalos (n. 1357), II conde de Ribadeo desde 1401, II condestable de Castilla desde 1400 hasta 1422 y adelantado mayor de Murcia desde 1396 hasta 1423, además de ser señor de Arcos de la Frontera, de Arenas de San Pedro, de La Torre de Esteban Hambrán, de Jódar, de Colmenar de las Ferrerías de Ávila y de Castillo de Bayuela, entre otros feudos, todos expropiados por el rey Juan II de Castilla en 1423.
Era bisnieta del rey Pedro I de Portugal y de su mujer Inés de Castro, reina consorte a título póstumo.

### Abadesa del convento de Lorvão
A muy temprana edad Catarina d'Eça o mal escrito como Catalina Deza se había amancebado con un noble a quien le concibió seis hijos y cuando el padre falleció hacia 1460 se hizo monja profesa del convento del Vale de Madeiros de la Orden del Císter, como su media hermana Beatriz de Eça, cuando todavía no se habían regulado las normas para poder serlo. 
Pasó a ser abadesa perpetua del convento de Lorvão desde 1472 y lo ejerció hasta 1521.

## Traslado del los restos paternos

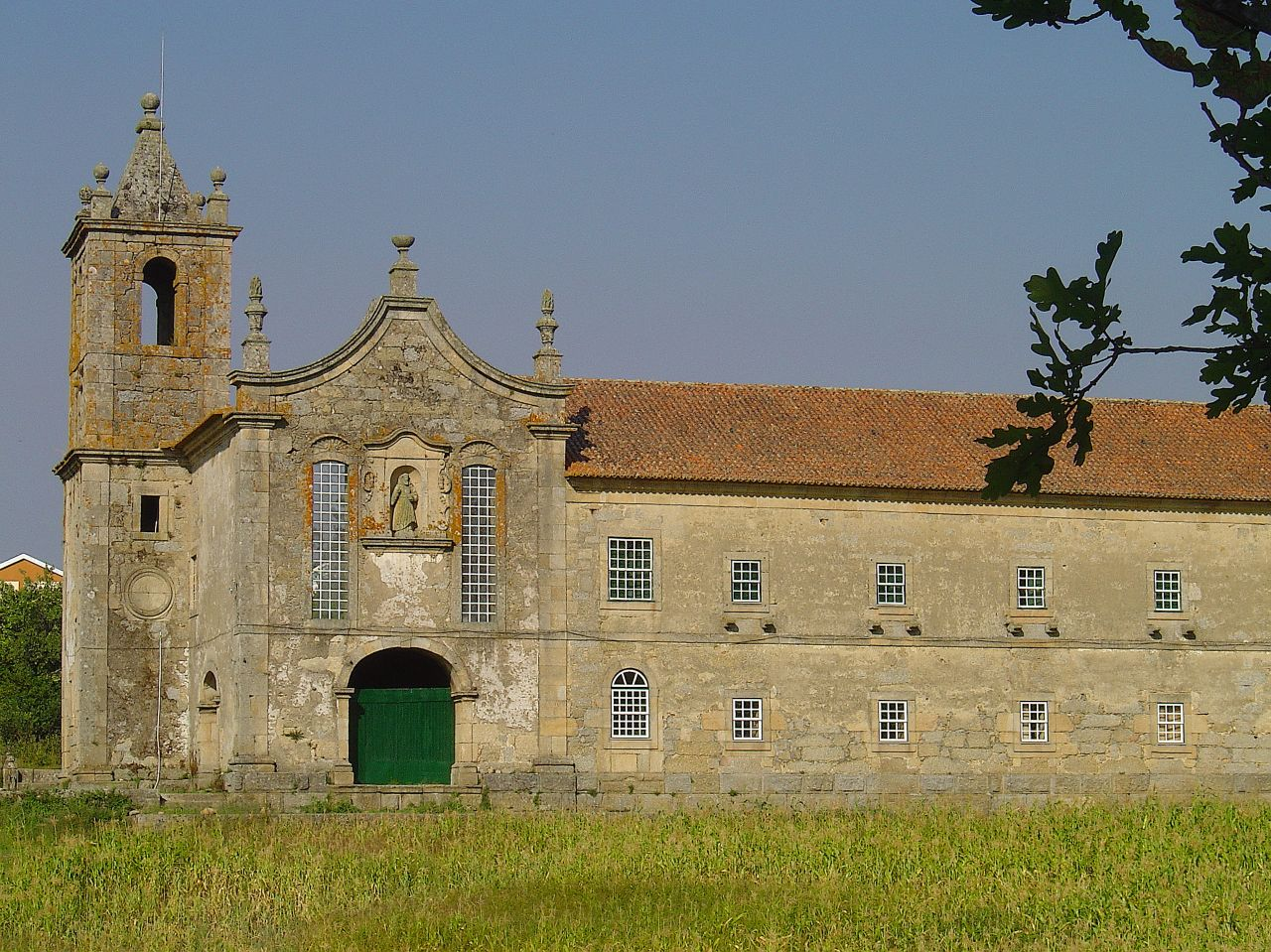
Capilla mayor del convento del Espíritu Santo de la Orden de San Francisco de la ciudad portuguesa de Gouveia, en donde descansan los restos del fidalgo real Fernando de Portugal, señor de Eza.

Promovió el traslado de los restos de su padre al Reino de Portugal, para darle sepultura el 25 de enero de 1479 en la capilla mayor del convento del Espíritu Santo de la Orden de San Francisco, en la ciudad de Gouveia. El sepulcro contiene el blasón familiar con las quinas de su nación y un epitafio en portugués:

Aqui jaz Fernando d'Eça filho do Infante João neto d'El-Rei Pedro de Portugal, e da Infante Inez de Castro sua mulher; e bisneto d'El-Rei D. Afonso, o que venceu a batalha do Salado. Este Fernando foi padre de Catarina, Abadessa de Lorvão, que o aqui mandou trasladar na Era do Nascimento de nosso senhor Jesu Christo de mil e quatrocentos e setenta e nove anos, XXV dias de janeiro.

## Concubinato y descendencia
La infanzona Catalina de Eça, muy probablemente siendo muy joven, mantuvo una relación amorosa hacia el año 1462 con el adolescente Pedro II Gomes de Abreu (n. ca.1448), IV señor de Regalados desde 1464 y alcaide mayor de Lapela, siendo el hijo primogénito del III señor feudal Lopo Gomes de Abreu (ca.1416-1464), I señor de Roças y III señor de Regalados, y de su mujer Inés de Sotomaior e Lima —una hermana entre otros de María de Lima casada con Vasco III Fernandes Coutinho, IV señor de Celorico de Basto, e hijas del primer vizconde portugués Leonel de Lima y de su mujer Filipa da Cunha, o bien Felipa de Acuña— y nieto paterno de Pedro Gomes de Abreu, II señor de Regalados, IV de Valadares y X del Couto de Abreu, y de su cónyuge Aldonza de Sousa.
Pedro II Gomes de Abreu era sobrino nieto de João Gomes de Abreu (Pico de Regalados, ca.1400-Viseu, 16 de febrero de 1482), caballero de la Orden de Cristo, comendador de Longos Vales y XXVI obispo de Viseu desde 1462 hasta su deceso, y quien también tuvo descendencia ilegítima con la futura abadesa Beatriz de Eça (n. ca.1423), una media hermana mayor de Catalina.
Fruto de dicha relación entre Catalina y Pedro hubo al menos seis hijos extramatrimoniales:
- Jorge de Abreu[34] (n. ca.1462) que se casó con Brites da Silva.[34]

- Ruy Gomes de Abreu Eça[19][27][35][36] (n. Reino de Portugal, ca.1463-ib., ca.1530) que fue alcaide mayor de Elvas[35][36] hacia 1480 y se había unido en matrimonio cuando alcanzaría su mayoría de edad hacia 1479[b] en Viana do Castelo[34] con Inés Brandão Fagundes,[19][27][35][36] una hija de Fernão Sanches Brandão,[19][27][35][36] comendador de afife[27][35][37] y de Cabanas,[34] y de su esposa María Catarina Fagundes.[19][27][34] Ruy e Inés tuvieron varios hijos, entre ellos a Diego[19] y a Beatriz de Abreu Eça Brandão[3][35] (n. ca.1479-Arco da Calheta de Madeira, 1526), la cual con João Fernandes de Andrade "do Arco" o bien Juan Fernández de Andrada "el del Arco"[35][37][c] (n. ca.1460-Arco da Calheta,[37] 9 de abril de 1527),[37] el cofundador de Arco da Calheta hacia 1490,[35] se casaron allí hacia este último año[35] y concibieron entre otros a António de Abreu (¿Arco da Calheta?, Madeira, ca.1493-islas Azores, ca.1514) que fuera uno de los conquistadores de Ormuz en 1507, Malaca en 1511 y uno de los descubridores de las islas Molucas en 1512, y a Inés de Abreu Eça Andrada[37] (n. ca.1492) que se matrimonió con Juan de Noronha[37] (n. Sevilla, 1481) —un hijo de García Enríquez de Noroña "el de Sevilla"[37] y de su esposa Joana Figueira,[37] tataranieto del comendador Diego Enríquez de Noroña y de su esposa y sobrina segunda Beatriz de Guzmán, y por ende, chozno o trastataranieto de Alfonso Enríquez, conde se Noreña, y también de Enrique de Guzmán, conde de Niebla— y es por lo que Ruy Gomes de Abreu era el bisabuelo de Beatriz de Noronha Andrada Abreu Eça (n. Madeira, ca.1505) que se enlazaría en 1519 en el real Palacio de Ribeira de Lisboa por ser de regia estirpe luso-hispana con el gobernador donatario praiense Álvaro Martins Homem da Câmara.

- Pedro Gomes de Abreu[34] (n. ca.1464).

- Catarina de Abreu[34] (n. ca.1465) que se matrimonió con Pedro Marinho do Monçao[34] y con quien tuvo descendencia.[34]

- Diogo Gomes de Abreu[34] (n. ca.1466).

- João Gomes de Abreu[34] (n. ca.1467).